# كأس العالم تحت 17 سنة لكرة القدم 2011
كأس العالم تحت 17 سنة لكرة القدم 2011 هي المسابقة الرابعة عشر من كأس العالم تحت 17 سنة لكرة القدم. أقيمت في المكسيك في 2011.
أكد من قبل مؤتمر الفيفا الثامن والخمسون في سيدني، أستراليا بأن المكسيك سوف تكون المضيف، بذلك هزمت عروض أخرى من جمهورية التشيك وإيران.

## اللاعبين المؤهلين
فقط اللاعبين المولودون في أو بعد 1 يناير، 1994 هم وحدهم المؤهلون للمنافسة في كأس العالم للناشئين تحت 17 2011.

## الفرق

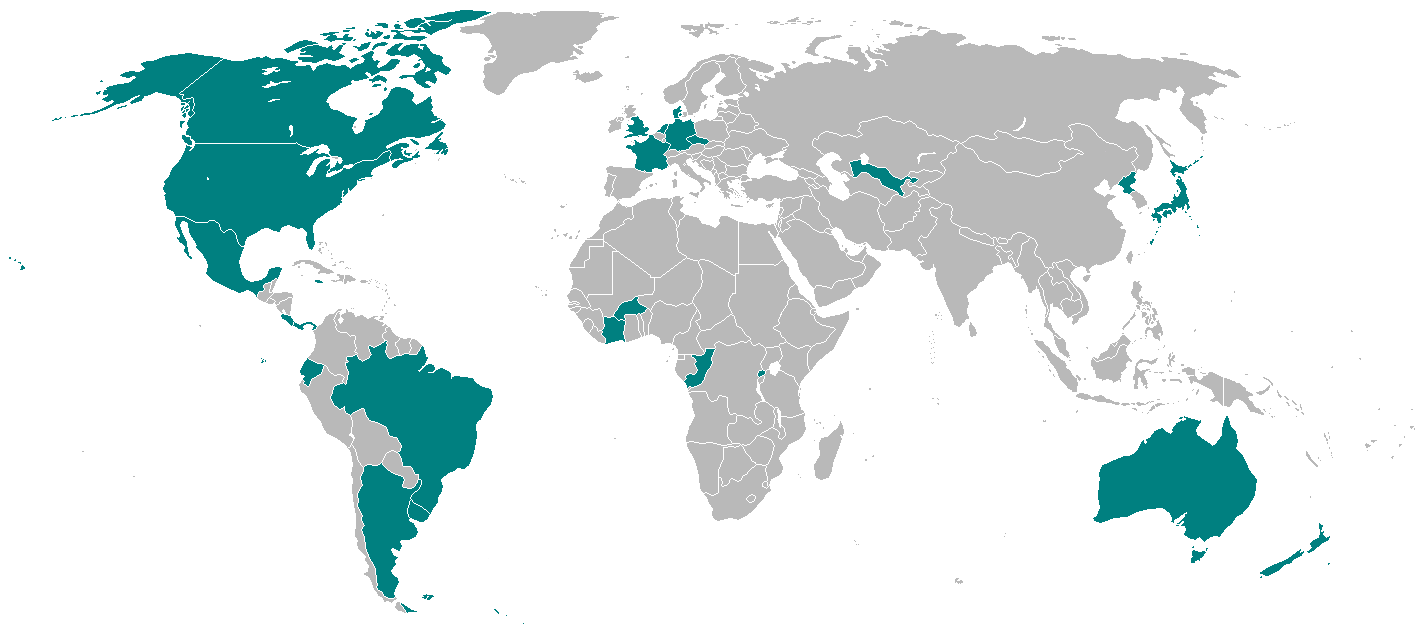

بالإضافة إلى الدولة المضيفة المكسيك، 23 دولة سوف تتأهل من 6 اتحادات قارية منفصلة.
| الاتحاد القاري                        | مسابقة التأهل                                    | متأهل(ين)                                                         |
| ------------------------------------- | ------------------------------------------------ | ----------------------------------------------------------------- |
| ا ف س (آسيا)                          | كأس آسيا للناشئين تحت 16سنة 2010                 | كوريا الشمالية · أوزبكستان1 · أستراليا · اليابان                  |
| كاف (أفريقيا)                         | بطولة أفريقيا لكرة القدم تحت 17 سنة 2011         | بوركينا فاسو · رواندا1 · الكونغو · ساحل العاج                     |
| كونكاكاف (وسط، شمال أمريكا والكاريبي) | بطولة كونكاكاف تحت 17 سنة 2011                   | الولايات المتحدة · كندا · بنما1 · جامايكا                         |
| كونميبول (أمريكا الجنوبية)            | بطولة أمريكا الجنوبية تحت 17 سنة لكرة القدم 2011 | البرازيل · الأوروغواي · الأرجنتين · الإكوادور                     |
| و ف س (أوقيانوسيا)                    | بطولة أوقيانوسيا تحت 17 سنة 2011                 | نيوزيلندا                                                         |
| يويفا (أوروبا)                        | بطولة أوروبا تحت 17 سنة لكرة القدم 2011          | هولندا · ألمانيا · الدنمارك1 · إنجلترا · جمهورية التشيك · فرنسا · |
| الدولة المضيفة                        | الدولة المضيفة                                   | المكسيك                                                           |

1.^فرق سوف تشارك لأول مرة.

## حكام المباريات
| آسيا - علي حمد البدواوي - حكام مساعدون: حمد سليمان المياهي، رضا شوخندان - نواف غياث شكر الله - حكام مساعدون: ياسر عبد الله تلفت، خالد العلان أفريقيا - نيانت أليوم - حكام مساعدون: جبريل كامارا، زاكيلي سيويلا - هيلدر مارتنس دي كارفالهو - حكام مساعدون: فيليسيين كاباندا، أدين رانج ماروا أوروبا - توني تشابرون - حكام مساعدون: إيمانويل بويسدينهيين، فريدجي هارتشاي - بافل كرالوفيتش - حكام مساعدون: مارتن فيلتسيك، ميروسلاف زلامال - سفين أودفار موين - حكام مساعدون: فرانك أنداس، كيم هاغلوند - باس نيجهايس - حكام مساعدون: أنغيلو بونمان، أيروين زينسترا - أليكسي نيكولاييف - حكام مساعدون: أنتون أفيريانوف، تيخون كالوغين - ستيفين ستودر - حكام مساعدون: ساندرو بوزي، رافاييل زيدر | شمال أمريكا، وسط أمريكا والكاريبي - رايمون بوجل - حكام مساعدون: ستيفين براون، ديون نيل - روبرتو غارثيا أوروزكو - حكام مساعدون: أليخاندرو أيالا، فيكتور كالديرون أوقيانوسيا - نوربيرت هاواتا - حكام مساعدون: ديفيد تشارلز، مارك رول أمريكا الجنوبية - دييغو آبال - حكام مساعدون: أليغو كاستاني، غوستافو إيسكيفيل - فيكتور كاريو - حكام مساعدون: جوني باسيو، سيسار إسكانو - أومار بونس - حكام مساعدون: كارلوس هيريريا، كريستيان ليسكانو قائمة احتياطية - إلمير بونيا - حكام مساعدون: كيتزيل كورايس، أوكتافيو جارا - باول ديلغاديو - حكام مساعدون: ماركوس كينتيرو، سالفادور رودريغيز - جافيث بيريا - حكام مساعدون: ريكاردو دانييل أك، خوان أنتونيو روداس |

## مرحلة المجموعات
قرعة مرحلة المجموعات أقيمت في يوم 17 مايو 2011 في مكسيكو سيتي.
| وعاء أ                                                                  | وعاء ب                                                               | وعاء ج                                                          | وعاء د                                                                |
| ----------------------------------------------------------------------- | -------------------------------------------------------------------- | --------------------------------------------------------------- | --------------------------------------------------------------------- |
| المكسيك · ألمانيا · إنجلترا · البرازيل · الأرجنتين · الولايات المتحدة · | الكونغو · بوركينا فاسو · ساحل العاج · رواندا · جامايكا · نيوزيلندا · | كندا · بنما · اليابان · كوريا الشمالية · أستراليا · أوزبكستان · | الدنمارك · هولندا · فرنسا · جمهورية التشيك · الأوروغواي · الإكوادور · |

الفائزون والوصيفين من كل مجموعة، فضلاً عن الأفضل أربعة فرق المركز-الثالث، سوف يتأهلون إلى الدور الأول من دور خروج المغلوب (دور الستة عشر).
؛معايير كسر التعادل
حين اثنين أو فرق أكثر ينهون دور المجموعات مع نفس العدد من النقاط، ترتيبها يحدد من المعايير التالية:
1. فرق الأهداف في كل مباريات المجموعة؛
2. عدد الأهداف المسجلة في كل مباريات المجموعة؛
3. نقاط كسبت في المباريات بين الفرق المعنية؛
4. فرق الأهداف في المباريات بين الفرق المعنية؛
5. عدد الأهداف المسجلة في مباريات المجموعة بين الفرق المعنية؛
6. سحب القرعة من قبل اللجنة المنظمة.

ترتيب فرق مركز ثالث في كل مجموعة يحدد من المعايير التالية، أفضل أربعة فرق يتأهلون إلى دور الستة عشر:
1. عدد النقاط
2. فرق الأهداف في كل مباريات المجموعة؛
3. عدد الأهداف المسجلة في كل مباريات المجموعة؛
4. سحب القرعة من قبل اللجنة المنظمة.

| مفاتيح إلى الألوان في جدول المجموعة | مفاتيح إلى الألوان في جدول المجموعة                                                    |
| ----------------------------------- | -------------------------------------------------------------------------------------- |
|                                     | فائزون المجموعات، وصيفين، وأفضل أربعة فرق صاحبة المركز الثالث يذهبون إلى دور الستة عشر |

جميع أوقات المباريات محلية (ت ع م-05:00).

### المجموعة أ
| فريق           | لعب | ف | ت | خ | له | عليه | ف.أ | نقاط |
| -------------- | --- | - | - | - | -- | ---- | --- | ---- |
| المكسيك        | 3   | 3 | 0 | 0 | 8  | 4    | +4  | 9    |
| الكونغو        | 3   | 1 | 1 | 1 | 3  | 3    | 0   | 4    |
| كوريا الشمالية | 3   | 0 | 2 | 1 | 3  | 5    | −2  | 2    |
| هولندا         | 3   | 0 | 1 | 2 | 3  | 5    | −2  | 1    |

| المكسيك                                                           | 3–1   | كوريا الشمالية |
| ----------------------------------------------------------------- | ----- | -------------- |
| كارولس فييرو 37' · جونغ كوانغ-سوك 68' (ه.ذ.) · جيوفاني كاسياس 86' | تقرير | جو كوانغ 3'    |

| الكونغو            | 1–0   | هولندا |
| ------------------ | ----- | ------ |
| جوستالان كونكو 53' | تقرير |        |

| كوريا الشمالية    | 1–1   | هولندا               |
| ----------------- | ----- | -------------------- |
| كانغ نام-غوون 48' | تقرير | دانزيل غرافنبيرغ 75' |

| المكسيك                                            | 2–1   | الكونغو             |
| -------------------------------------------------- | ----- | ------------------- |
| جوناتان إسبيريكويتا 40' · خوليو غوميس غونزاليز 85' | تقرير | بيل-أنجي إيباكو 73' |

| كوريا الشمالية   | 1–1   | الكونغو          |
| ---------------- | ----- | ---------------- |
| جو جونغ-تشول 14' | تقرير | كريست نكونكو 75' |

| المكسيك                                                       | 3–2   | هولندا                               |
| ------------------------------------------------------------- | ----- | ------------------------------------ |
| جيوفاني كاسياس 29' · كارلوس فييرو 43' · أرتورو غونزاليز 90+4' | تقرير | ممفيس ديباي 47' · كايل إيبيسيليو 63' |

### المجموعة ب
| فريق      | لعب | ف | ت | خ | له | عليه | ف.أ | نقاط |
| --------- | --- | - | - | - | -- | ---- | --- | ---- |
| اليابان   | 3   | 2 | 1 | 0 | 5  | 2    | +3  | 7    |
| فرنسا     | 3   | 1 | 2 | 0 | 5  | 2    | +3  | 5    |
| الأرجنتين | 3   | 1 | 0 | 2 | 3  | 7    | −4  | 3    |
| جامايكا   | 3   | 0 | 1 | 2 | 2  | 4    | −2  | 1    |

| فرنسا                                     | 3–0   | الأرجنتين |
| ----------------------------------------- | ----- | --------- |
| ياسين بنزية 35'، 45' · سيباستيان هولر 38' | تقرير |           |

| اليابان              | 1–0   | جامايكا |
| -------------------- | ----- | ------- |
| ماسايا ماتسوموتو 61' | تقرير |         |

| اليابان                   | 1–1   | فرنسا              |
| ------------------------- | ----- | ------------------ |
| هيديكي إيشيغي 49' (ركلة.) | تقرير | عبد الله ياسين 24' |

| جامايكا           | 1–2   | الأرجنتين                                  |
| ----------------- | ----- | ------------------------------------------ |
| زيلانو بارنيس 89' | تقرير | جوناتان كريستيان سيلفا 23' · لوكاس بوغ 63' |

| اليابان                                                   | 3–1   | الأرجنتين         |
| --------------------------------------------------------- | ----- | ----------------- |
| دايسوكي تاكاغي 4' · ناوميتشي أويدا 20' · هيروكي أكينو 74' | تقرير | برايان فيريرا 87' |

| جامايكا       | 1–1   | فرنسا           |
| ------------- | ----- | --------------- |
| أندري لويس 9' | تقرير | ياسين بنزية 58' |

### المجموعة ج
| فريق       | لعب | ف | ت | خ | له | عليه | ف.أ | نقاط |
| ---------- | --- | - | - | - | -- | ---- | --- | ---- |
| إنجلترا    | 3   | 2 | 1 | 0 | 6  | 2    | +4  | 7    |
| الأوروغواي | 3   | 2 | 0 | 1 | 4  | 2    | +2  | 6    |
| كندا       | 3   | 0 | 2 | 1 | 2  | 5    | −3  | 2    |
| رواندا     | 3   | 0 | 1 | 2 | 0  | 3    | −3  | 1    |

| رواندا | 0–2   | إنجلترا                           |
| ------ | ----- | --------------------------------- |
|        | تقرير | هالام هوب 68' · رحيم ستيرلينغ 86' |

| الأوروغواي                                                            | 3–0   | كندا |
| --------------------------------------------------------------------- | ----- | ---- |
| خوان كروز ماسكيا 52' · غييرمو ميندز 85' (ركلة.) · إلبيو ألفاريز 90+3' | تقرير |      |

| الأوروغواي          | 1–0   | رواندا |
| ------------------- | ----- | ------ |
| ليوناردو بايس 90+5' | تقرير |        |

| كندا                               | 2–2   | إنجلترا                          |
| ---------------------------------- | ----- | -------------------------------- |
| سعدي جلالي 50' · كويلان روبرتس 87' | تقرير | آدم مورغان 46' · بلير تورغوت 77' |

- كان هدف روبرتس لصالح لكندا المرة الأولى التي يسجل فيها حارس مرمى في أي مسابقة نهاية للفيفا.[4]

| الأوروغواي | 0–2   | إنجلترا                                 |
| ---------- | ----- | --------------------------------------- |
|            | تقرير | ناثانيل تشالوباه 45' · ماكس كلايتون 58' |

| كندا | 0–0   | رواندا |
| ---- | ----- | ------ |
|      | تقرير |        |

### المجموعة د
| فريق             | لعب | ف | ت | خ | له | عليه | ف.أ | نقاط |
| ---------------- | --- | - | - | - | -- | ---- | --- | ---- |
| أوزبكستان        | 3   | 2 | 0 | 1 | 5  | 6    | −1  | 6    |
| الولايات المتحدة | 3   | 1 | 1 | 1 | 4  | 2    | +2  | 4    |
| نيوزيلندا        | 3   | 1 | 1 | 1 | 4  | 2    | +2  | 4    |
| جمهورية التشيك   | 3   | 1 | 0 | 2 | 2  | 5    | −3  | 3    |

Drawing of lots was used to determine the final positions of the United States and New Zealand, as the two teams finished level on points, goal difference, goals scored, and head-to-head record.
| أوزبكستان        | 1–4   | نيوزيلندا                                     |
| ---------------- | ----- | --------------------------------------------- |
| تيمور حكيموف 39' | تقرير | ستيفن كارمايكل 10'، 36'، 53' · جوردان فيل 87' |

| الولايات المتحدة                                                    | 3–0   | جمهورية التشيك |
| ------------------------------------------------------------------- | ----- | -------------- |
| أليخاندرو غويدو 5' · إستيبان رودريغيز لويرا 52' · ألفريد كوروما 89' | تقرير |                |

| الولايات المتحدة  | 1–2   | أوزبكستان                                         |
| ----------------- | ----- | ------------------------------------------------- |
| ألفريد كوروما 47' | تقرير | بوبير دولتوف 13' · عباسبيك ماخستالييف 54' (ركلة.) |

| جمهورية التشيك  | 1–0   | نيوزيلندا |
| --------------- | ----- | --------- |
| لوكاش يوليش 28' | تقرير |           |

| الولايات المتحدة | 0–0   | نيوزيلندا |
| ---------------- | ----- | --------- |
|                  | تقرير |           |

| جمهورية التشيك          | 1–2   | أوزبكستان                                 |
| ----------------------- | ----- | ----------------------------------------- |
| لوكاش يوليش 23' (ركلة.) | تقرير | تيمور حكيموف 44' · عباسبيك ماخستالييف 73' |

### المجموعة ر
| فريق         | لعب | ف | ت | خ | له | عليه | ف.أ | نقاط |
| ------------ | --- | - | - | - | -- | ---- | --- | ---- |
| ألمانيا      | 3   | 3 | 0 | 0 | 11 | 1    | +10 | 9    |
| الإكوادور    | 3   | 2 | 0 | 1 | 5  | 7    | −2  | 6    |
| بنما         | 3   | 1 | 0 | 2 | 2  | 4    | −2  | 3    |
| بوركينا فاسو | 3   | 0 | 0 | 3 | 0  | 6    | −6  | 0    |

| ألمانيا                                                                                  | 6–1   | الإكوادور                          |
| ---------------------------------------------------------------------------------------- | ----- | ---------------------------------- |
| صمد يشيل 31'، 69' · كيمو روكر 54' · ليفنت آيجيجك 61' · مارفين دوكش 85' · أوقان آيدين 90' | تقرير | كارلوس أرماندو غرويزو أربوليدا 51' |

| بوركينا فاسو | 0–1   | بنما              |
| ------------ | ----- | ----------------- |
|              | تقرير | جورمان أغيلار 22' |

| بوركينا فاسو | 0–3   | ألمانيا                                                     |
| ------------ | ----- | ----------------------------------------------------------- |
|              | تقرير | قوراي غونتر 4' · ليفنت آيجيجك 26' (ركلة.) · ميتشل فايزر 64' |

| بنما              | 1–2   | الإكوادور                      |
| ----------------- | ----- | ------------------------------ |
| جورمان أغيلار 33' | تقرير | جوردان خايمي 61' · كيفايوس 82' |

| بوركينا فاسو | 0–2   | الإكوادور                       |
| ------------ | ----- | ------------------------------- |
|              | تقرير | كيفايوس 74' · كيفين ميركادو 76' |

| بنما | 0–2   | ألمانيا                           |
| ---- | ----- | --------------------------------- |
|      | تقرير | أوقان آيدين 10' · ميتشل فايزر 39' |

### المجموعة س
| فريق       | لعب | ف | ت | خ | له | عليه | ف.أ | نقاط |
| ---------- | --- | - | - | - | -- | ---- | --- | ---- |
| البرازيل   | 3   | 2 | 1 | 0 | 7  | 3    | +4  | 7    |
| ساحل العاج | 3   | 1 | 1 | 1 | 8  | 7    | +1  | 4    |
| أستراليا   | 3   | 1 | 1 | 1 | 3  | 3    | 0   | 4    |
| الدنمارك   | 3   | 0 | 1 | 2 | 3  | 8    | −5  | 1    |

| البرازيل                       | 3–0   | الدنمارك |
| ------------------------------ | ----- | -------- |
| أديميلسون 32'، 78' · والاس 57' | تقرير |          |

| أستراليا                                | 2–1   | ساحل العاج          |
| --------------------------------------- | ----- | ------------------- |
| جيسي ماكاروناس 51' · ديلان تومبيديس 77' | تقرير | سليمان كوليبالي 18' |

| أستراليا | 0–1   | البرازيل           |
| -------- | ----- | ------------------ |
|          | تقرير | أدريان تافاريس 76' |

| ساحل العاج                                 | 4–2   | الدنمارك                          |
| ------------------------------------------ | ----- | --------------------------------- |
| سليمان كوليبالي 23'، 37'، 41' (ركلة.)، 69' | تقرير | كينيت زوهوري 9' · فيكتور فيشر 32' |

| ساحل العاج                    | 3–3   | البرازيل                                               |
| ----------------------------- | ----- | ------------------------------------------------------ |
| سليمان كوليبالي 11'، 33'، 58' | تقرير | لوكاس بيازون 8' · أديميلسون 14' · أدريان تافاريس 90+3' |

| أستراليا          | 1–1   | الدنمارك              |
| ----------------- | ----- | --------------------- |
| لوك ريمينغتون 89' | تقرير | لي روتشستر سورنسن 35' |

## دور خروج المغلوب
- البرازيل
- الكونغو
- فرنسا
- ألمانيا
- اليابان
- المكسيك
- الأوروغواي

## وصلات خارجية
- فيفا كأس العالم للناشئين تحت 17 سنة المكسيك نسخة محفوظة 21 يوليو 2013 على موقع واي باك مشين.